# Šílenství lásky (hra)
Šílenství lásky (španělsky: La locura de amor) je historické drama z roku 1855, které napsal Manuel Tamayo y Baus.

## Děj
Sleduje osud královny Jany I. Kastilské. Hra se skládá z 5 aktů zasazených do roku 1506 v Kastilii; konkrétně v Tudele de Duero (1. akt), v hostinci poblíž Tudely (2. akt) a v Paláci kastilských konstáblů v Burgosu (poslední tři akty).

## Premiéra a přijetí
Hra měla premiéru v Teatro del Príncipe dne 12. ledna 1855. Ukázala se jako komerčně úspěšná a získala mezinárodní uznání. Jedná se o velmi vlivné dílo 19. století, které bylo několikrát adaptováno pro film.